# Johannes Teich

Hans Teich als Mechanikerlehrling 1918 in Dresden (oberste Reihe, 2. von rechts)

Schutzhaftbefehl vom 28. Februar 1933 gegen Hans Teich

Johannes (Hans) Teich (* 30. Juni 1904 in Dresden; † 1. Oktober 1975 in Hildesheim) war ein deutscher Gewerkschafter und Politiker (KPD). Er war 1946 Mitglied des ernannten Hannoverschen Landtages.

## Herkunft und politische Entwicklung
Teich besuchte von 1910 bis 1918 die Volksschule in Dresden und machte im Anschluss bis 1922 eine vierjährige Lehre zum Feinmechaniker. Seine Lehrfirma, Müller & Wettzig in Dresden, war eine Spezialfirma für Vergrößerungsgeräte. Seit 1920 war er Mitglied des Deutschen Metallarbeiterverbandes. Im Jahr 1921 trat er der Sozialistischen Arbeiterjugend bei. Von 1921 bis 1925 belegte er volkswirtschaftliche Volkshochschulkurse. Mitglied der SPD wurde Teich 1922. Im Oktober 1923 trat er im Rahmen der Reichsexekution gegen Sachsen aus den sozialdemokratischen Organisationen aus und der Kommunistischen Partei Deutschlands bei. Aufgrund der Wirtschaftskrisen und damit immer desolater werdenden Arbeitsmarktes zog er aus beruflichen Gründen über Kassel 1925 nach Hannover. Teich bewarb sich auf eine Anzeige in einer Tageszeitung und bevor er die Arbeit an, erkundigte er sich bei der Gewerkschaft über das Lohngefüge und über soziale Spannungen im Betrieb. Er wurde 1929 Parteisekretär und war von 1932 bis 1933 Redakteur der antifaschistischen Wochenzeitung Volks-Echo und vor allem für Betriebsarbeit der Partei zuständig. Im Jahr 1933 wurde er verhaftet. Bis 1936 musste er Notstandsarbeiten im Kanal- und Straßenbau verrichten. Von 1936 bis 1940 arbeitete er als Mechaniker und bildete sich als Techniker fort. Im Jahr 1940 siedelte er nach Hildesheim und arbeitete dort bis 1945 als qualifizierter Techniker im Vorrichtungsbau bei ELFI/Trillke, einem Kriegsmusterbetrieb der Rüstungsindustrie und getarnter Ausweichfabrik der Firma Bosch im Hildesheimer Wald. 

## Gewerkschaftsarbeit und Betriebsrat
Im Jahr 1945 wurde er Betriebsratsvorsitzender der Trillke-Werke in Hildesheim und beendete am 30. Juni 1968, seinem 64. Geburtstag, seine Berufstätigkeit bei der Firma Bosch. Die Gewerkschaftsgründung in Hildesheim wurde maßgeblich von Hans Teich geprägt. Er hat als Betriebsrat in den Trillke-Werken sowohl den betrieblichen als auch gewerkschaftlichen Aufbau vorangetrieben und war Vorsitzender der Wirtschaftsgruppe Metall. Hans Teich war nach 1968 in der DKP Mitglied.

## Politisches Engagement
Im Jahr 1946 wurde er Mitglied des ernannten Hannoverschen Landtages.
Sein Buch über Hildesheim und seine Antifaschisten konnte erst nach seinem Tod herausgegeben werden.
Er war mit Sophie Teich verheiratet und hatte zwei Töchter. Seine Tochter Vera hat ihre Erinnerungen über ihren Vater dem Stadtarchiv übergeben.

## Veröffentlichungen
- Hans Teich: Hildesheim und seine Antifaschisten: Widerstandskampf gegen den Hitlerfaschismus und demokratischer Neubeginn 1945 in Hildesheim. Hrsg. von Dirk Addicks, Ulrich Sonnenberg, Alexander Weil, Kurt Baumgarte. Selbstverlag, Hildesheim 1979, 3. Auflage 1988, DNB 790594269.